# Fansen
Fansen är en sjö i Bollnäs kommun i Hälsingland och ingår i Testeboåns huvudavrinningsområde. Sjön är 9 meter djup, har en yta på 3,07 kvadratkilometer och är belägen 296,1 meter över havet. Sjön avvattnas av vattendraget Testeboån (Grannäsån).

## Delavrinningsområde
Fansen ingår i det delavrinningsområde (677790-152368) som SMHI kallar för Utloppet av Fansen. Medelhöjden är 316 meter över havet och ytan är 10,37 kvadratkilometer. Räknas de 26 avrinningsområdena uppströms in blir den ackumulerade arean 130,26 kvadratkilometer. Avrinningsområdets utflöde Testeboån (Grannäsån) mynnar i havet. Avrinningsområdet består mestadels av skog (69 procent). Avrinningsområdet har 3,06 kvadratkilometer vattenytor vilket ger det en sjöprocent på 29,4 procent.